# Гири-тёко
Гири-тёко (яп. 義理チョコ, «шоколад из чувства долга») — шоколад, который женщины дарят мужчинам на День святого Валентина в Японии. Это относительно недорогой тип шоколада, который женщины дарят коллегам по работе, случайным знакомым и прочим мужчинам, к которым у них нет романтических чувств.
В ответ мужчины обычно дарят пирожные и другие подарки на Белый день, отмечаемый 14 марта.